# 腸上皮化生

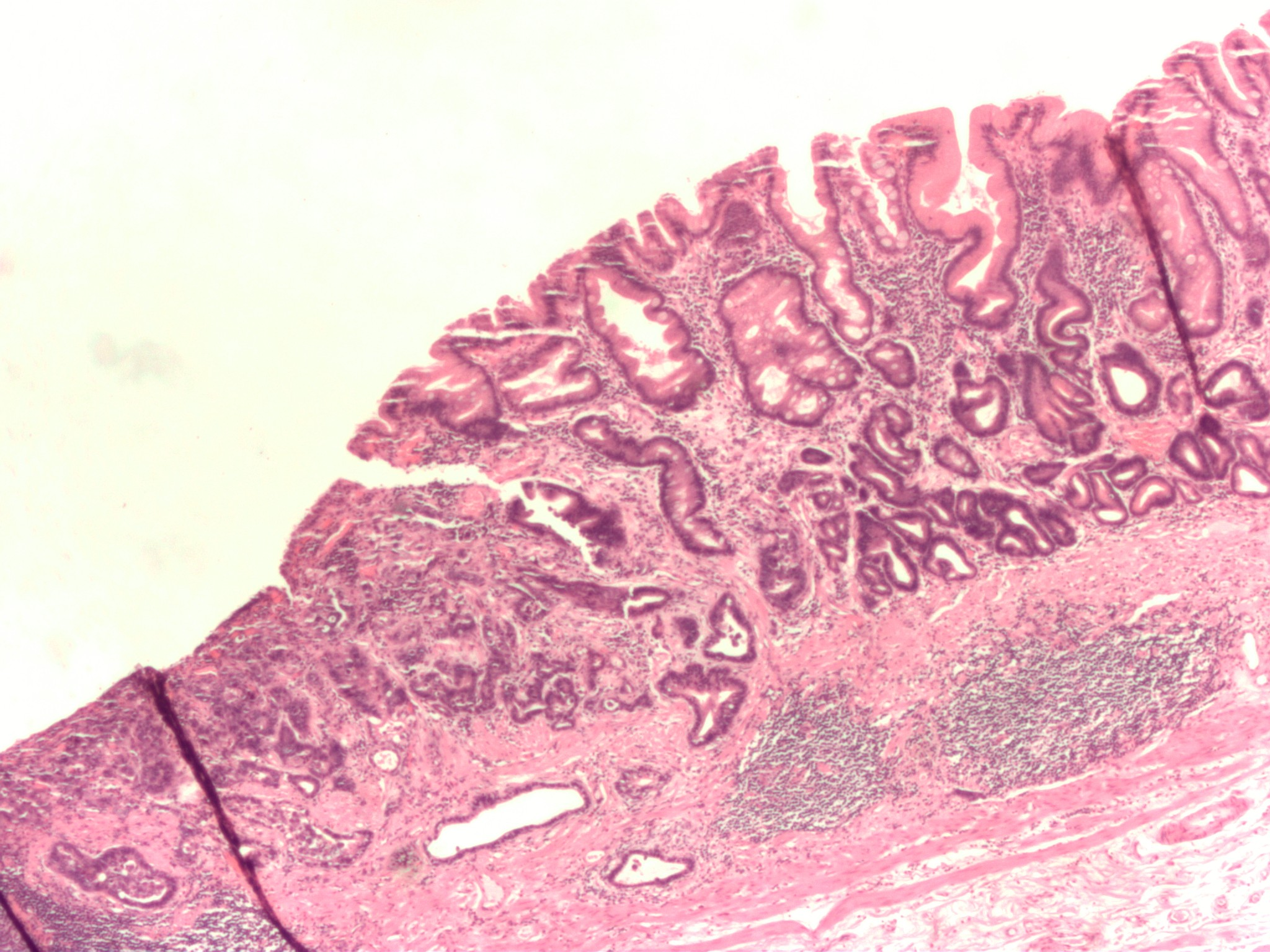
胃の洞の腸上皮化生（写真中央上）と胃の腺癌（写真左中央）。H&E染色。

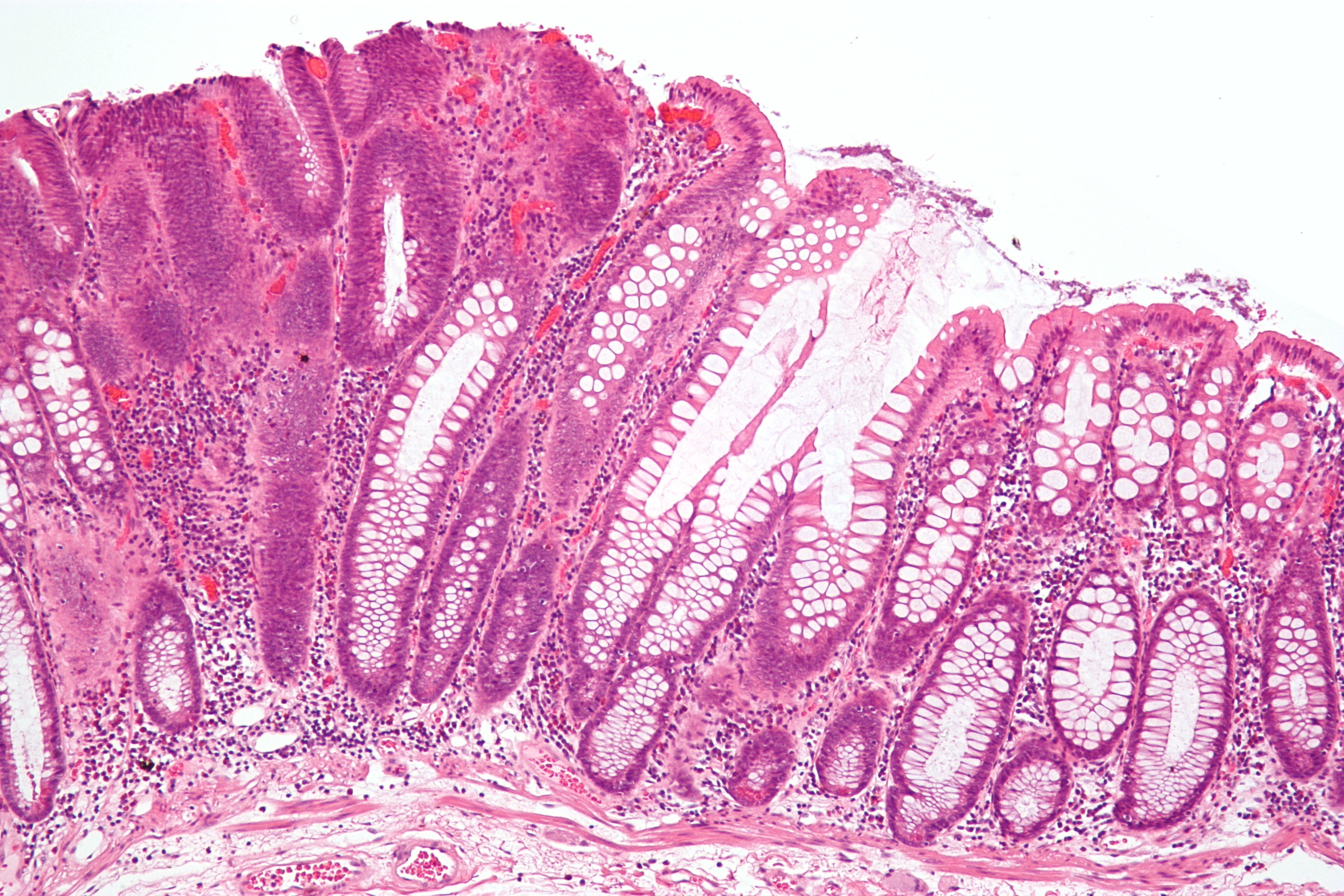
結腸ポリープの一種であり結腸癌の前癌症状である管状腺種（写真左）の顕微鏡写真。通常の結腸粘膜は右側に見られる。白い点状の密集している細胞が杯細胞。H&E染色

腸上皮化生（ちょうじょうひかせい、英: Intestinal metaplasia）は、上皮組織の変質（化生）であり、通常、胃に腸と似た組織を発生させるものである。当初は、変性した上皮は小腸に似たものとなり、後の段階では大腸に似たものとなる。杯細胞の出現とともに特徴付けられる。
この病変は、腺癌に変化するリスク要因であると考えられている。

## 概要
ヘリコバクター・ピロリ感染により胃粘膜には急性胃炎が発症し、慢性活動性胃炎となり、次第に固有胃腺が減少・消失した萎縮性胃炎となり、さらに腸上皮化生へ進展することにより分化型胃癌が発生する。
腸上皮化生は高分化型胃癌の前癌状態であるとみなされてきた。しかし、腸上皮化生は日本の中高年齢層では70-90%に認められる病変であり、そのうち胃癌が発生するのは、1%以下であるという推計学的なデータもある。従って、胃の腸上皮化生のなかでも発癌の危険度が高いものをいかにして選別するかが重要である。腸型胃癌の大部分は正常胃粘膜には発現しない胎児型グリコーゲンホスホリラーゼが、高分化型胃癌の80%以上に強い活性を持ち、一部の腸上皮化生の増殖細胞層にも発現することから胃癌が発生する可能性が強く示唆された。この胎児型グリコーゲンホスホリラーゼの発現する細胞では分子病理学的に増殖能が高いことや発癌の最終ステップに関係するp53の発現が認められた。